# Pavlo Poloubotok
Pavel Paloubotok
Pavlo Leontiïovytch Poloubotok (ukrainien : Павло Леонтійович Полуботок) ou Pavel Leontievitch Paloubotok (russe : Павел Леонтьевич Полуботок), né en 1660 à Borzna et mort à Sorotchintsy le 1724, est un hetman de la famille Poloubotok, cosaques zaporogues de l'Ukraine de la rive gauche.

## Hommage

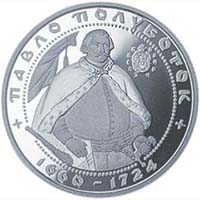
Pièce de 10 hryvnias.
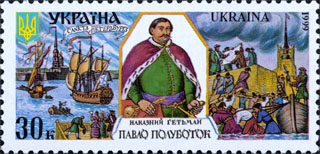
Timbre de 1999.
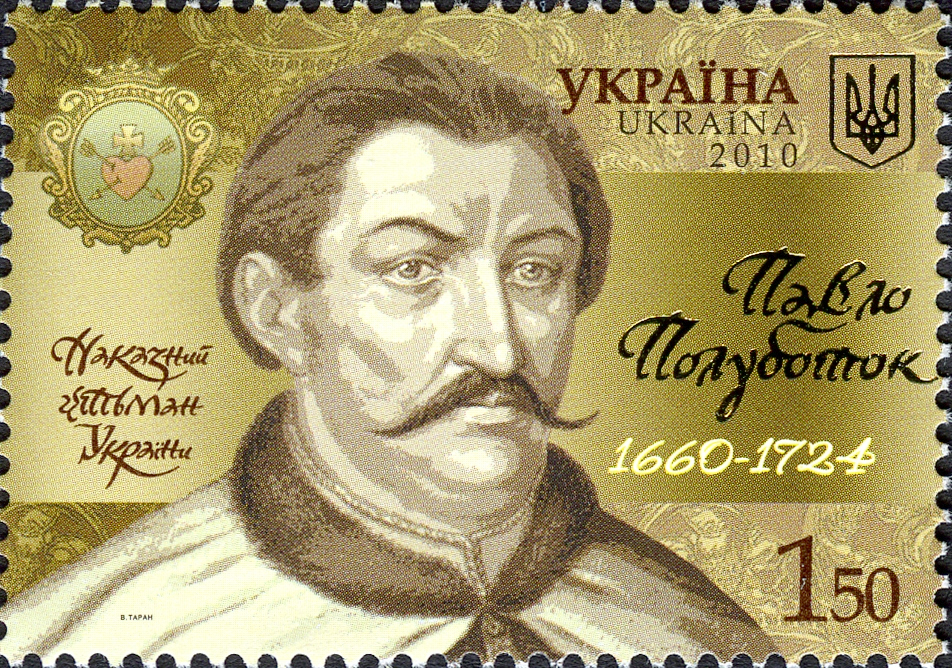
Timbre de 2010.